# Campeonato de Francia de Rugby 15 1945-46
El Campeonato de Francia de Rugby 15 1945-46 fue la 47.ª edición del Campeonato francés de rugby, la principal competencia del rugby galo.
El campeón del torneo fue el equipo de Pau quienes obtuvieron su segundo campeonato.

## Desarrollo

### Segunda Fase
| Equipo     |
| ---------- |
| Pau        |
| Toulouse   |
| Montélimar |
| Clermont   |

| Equipo   |
| -------- |
| Lourdes  |
| Aurillac |
| Narbonne |
| Tyrosse  |

| Equipo    |
| --------- |
| Grenoble  |
| Soustons  |
| PUC       |
| Périgueux |

| Equipo          |
| --------------- |
| Toulon          |
| Perpignan       |
| Agen            |
| Bourg en Bresse |

### Semifinal
| 1946 | Pau | Avanza Pau | Grenoble |  |  |

| 1946 | Local | 5 - 4 | Toulon |  |  |

### Final
| 24 de marzo de 1946 | Pau | 11 - 0  | FC Lourdes | Parc des Princes, París |  |
|                     |     | Reporte |            |                         |  |

| Bandera de Francia |
| Campeón Pau        |
| Segundo título     |